# Tojokawa
Tojokawa (japonsky:豊川市 Tojokawa-ši) je japonské město v prefektuře Aiči na ostrově Honšú. Žije zde přes 180 tisíc obyvatel. Ve městě se nachází šintoistický chrám Tojukawa Inari, kde se pořádají festivaly a slavnosti.

## Partnerská města
- Cupertino, Kalifornie, Spojené státy americké

- Santa Rosa, Filipíny

- Wu-si, Čínská lidová republika